# درمانگاه نمازی
درمانگاه نمازی مربوط به دوره پهلوی اول است و در شیراز، ضلع غربی خیابان قاآنی کهنه واقع شده و این اثر در تاریخ ۸ مرداد ۱۳۸۱ با شمارهٔ ثبت ۶۰۲۷ به‌عنوان یکی از آثار ملی ایران به ثبت رسیده است.